# Рацимеж (Голеньовський повіт)
Рацимеж (пол. Racimierz, нім. Hermannsthal) — село в Польщі, у гміні Степниця Голеньовського повіту Західнопоморського воєводства.
Населення — 529 осіб (2011).

## Демографія
Демографічна структура станом на 31 березня 2011 року:
|          | Загалом | Допрацездатний вік | Працездатний вік | Постпрацездатний вік |
| -------- | ------- | ------------------ | ---------------- | -------------------- |
| Чоловіки | 259     | 61                 | 171              | 27                   |
| Жінки    | 270     | 68                 | 144              | 58                   |
| Разом    | 529     | 129                | 315              | 85                   |